# Up to Our Hips
Up to Our Hips — третий студийный альбом британской рок-группы The Charlatans, изданный 21 марта 1994 года английским инди-лейблом Beggars Banquet Records.
Up to Our Hips получил смешанные отзывы от музыкальных критиков: одни жаловались на звучание альбома, другие считали его недооцененным релизом. Альбом занял восьмое место в Великобритании и десятое в Шотландии. Песни «Can’t Get Out of Bed» и «I Never Want an Easy Life If Me and He Were Ever to Get There» попали в топ-40 в Великобритании, в то время как «Jesus Hairdo» оказалась за пределами этого диапазона. В Шотландии дела у «I Never Want an Easy Life If Me and He Were Ever to Get There» и «Jesus Hairdo» обстояли лучше: первая достигла топ-30 на этой территории.

## История
The Charlatans выпустили свой второй студийный альбом Between 10th and 11th в марте 1992 года на лейбле Situation Two, дочернем предприятии Beggars Banquet Records. После выхода альбом был раскритикован критиками и продемонстрировал падение продаж из-за неприятия общественностью мэдчестерской сцены. Альбом занял 21 место в UK Albums Chart; из двух его синглов песня «Weirdo» достигла наибольшего успеха, заняв 19 место в UK Singles Chart. Группа продвигала альбом двумя турами по США, пребыванием в континентальной Европе и коротким путешествием в Японию, продолжавшимся до сентября 1992 года. Последующие месяцы они провели за написанием материала, желая отойти от электронной природы Between 10th and 11th и расслабиться.

## Отзывы
| Оценки критиков                   | Оценки критиков |
| Источник                          | Оценка          |
| --------------------------------- | --------------- |
| AllMusic                          | [ 8 ]           |
| Alternative Rock                  | 7/10            |
| The Encyclopedia of Popular Music | [ 10 ]          |
| The New Rolling Stone Album Guide | [ 11 ]          |
| NME                               | 6/10            |
| Select                            | 3/5             |
| Vox                               | 4/10            |

Up to Our Hips был встречен неоднозначными отзывами музыкальных критиков. Уиллс сказал, что, несмотря на успешные концерты в Великобритании, отзывы об альбоме были «ужасными; синглы не имели успеха, а в Америке ничего подобного не было».
Автор Vox Крейг Маклин посчитал, что группа «мусолит альбом, который почти полностью лишен цвета и духа», добавив, что музыка кажется «потерянной в иле приглушенных гитар, шатающегося баса и органных каракулей». Даг Брод и Айра Роббинс из Trouser Press посчитали, что альбом «дал неважные результаты» с его «вялыми темпами и общим отсутствием динамики». Они выделили четыре песни, в которых группа «звучит так, как будто она неправильно определила ограничение скорости и едет так медленно, как только возможно». Обозреватель The Blade Дуг Айверсон счел удачной попытку группы перейти на акустические инструменты, «добавив изящества и текстуры», но негативно сравнил альбом с Depeche Mode, поскольку в нескольких песнях он перенял «медлительный стиль» этой группы.

## Список композиций
Все песни написаны Мартином Блантом, Джоном Бруксом, Тимом Берджессом, Марком Коллинзом и Робом Коллинзом
| №   | Название                                                        | Продюсер                    | Длительность |
| --- | --------------------------------------------------------------- | --------------------------- | ------------ |
| 1.  | «Come in Number 21»                                             | Стив Хиллидж                | 4:21         |
| 2.  | «I Never Want an Easy Life If Me and He Were Ever to Get There» | Хиллидж                     | 4:07         |
| 3.  | «Can't Get Out of Bed»                                          | Хиллидж                     | 3:09         |
| 4.  | «Feel Flows»                                                    | Хиллидж                     | 6:17         |
| 5.  | «Autograph»                                                     | Хиллидж                     | 4:31         |
| 6.  | «Jesus Hairdo»                                                  | Dave Charles The Charlatans | 3:11         |
| 7.  | «Up to Our Hips»                                                | Хиллидж                     | 4:31         |
| 8.  | «Patrol»                                                        | Хиллидж                     | 6:03         |
| 9.  | «Another Rider Up in Flames»                                    | Хиллидж                     | 3:20         |
| 10. | «Inside-Looking Out»                                            | Хиллидж                     | 5:04         |

## Чарты
| Чарт (1994)                       | Высшая позиция |
| --------------------------------- | -------------- |
| Шотландия (Scottish Albums Chart) | 10             |
| Великобритания (UK Albums Chart)  | 8              |

## Сертификации
| Регион                                                      | Сертификация | Продажи |
| ----------------------------------------------------------- | ------------ | ------- |
| Великобритания (BPI)                                        | Серебряный   | 60 000^ |
| ^ Данные о тиражах приведены только на основе сертификации. |              |         |